# دقران
الدُّقْرَان أو التعريشة أو الشعريّة أو العريش  وشيعة من خشب أو حديد ناطبة العوارض. هي بنية معمارية عادة ما تكون مصنوعة من إطار مفتوح أو نقش شبكي من قطع متشابكة أو متقاطعة من الخشب أو الخيزران أو المعدن المصنوع عادة لدعم وعرض نباتات التسلق وخاصة الشجيرات.

## معرِض الصور

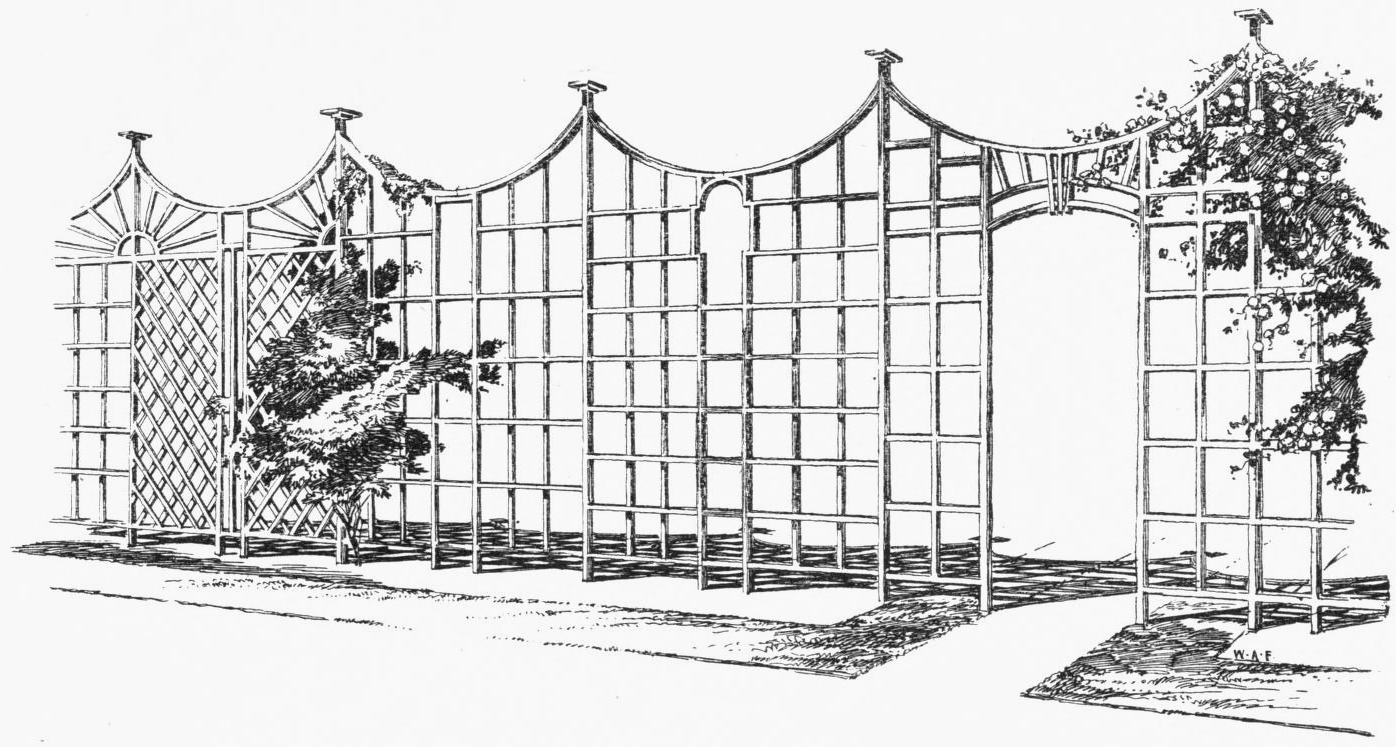
أربعة أنماط من الدقران
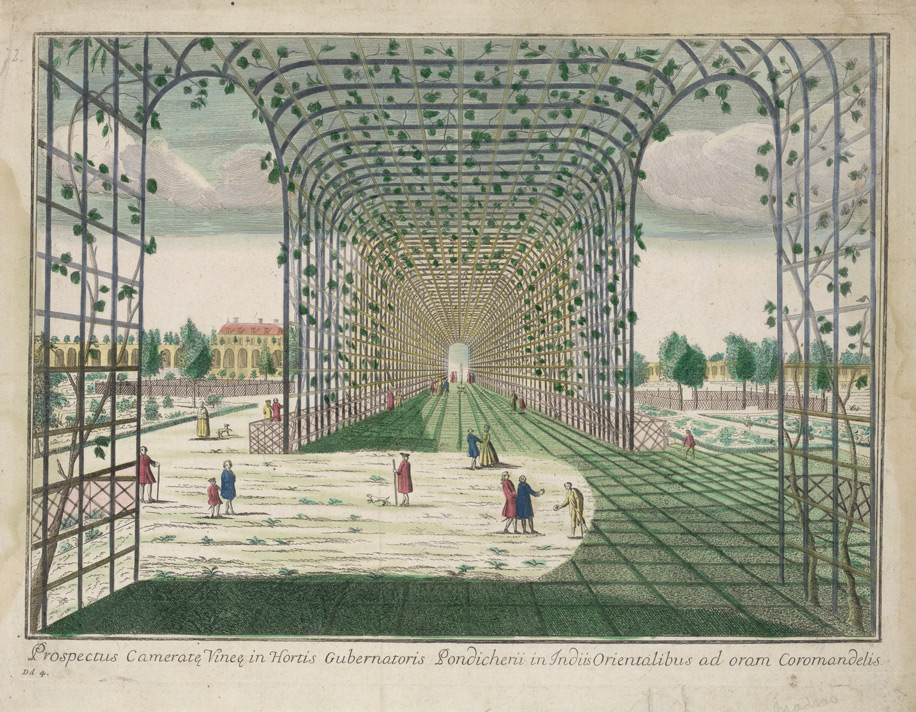
ممر تعريشة أو دقران يدعم كرمة في الهند الفرنسية
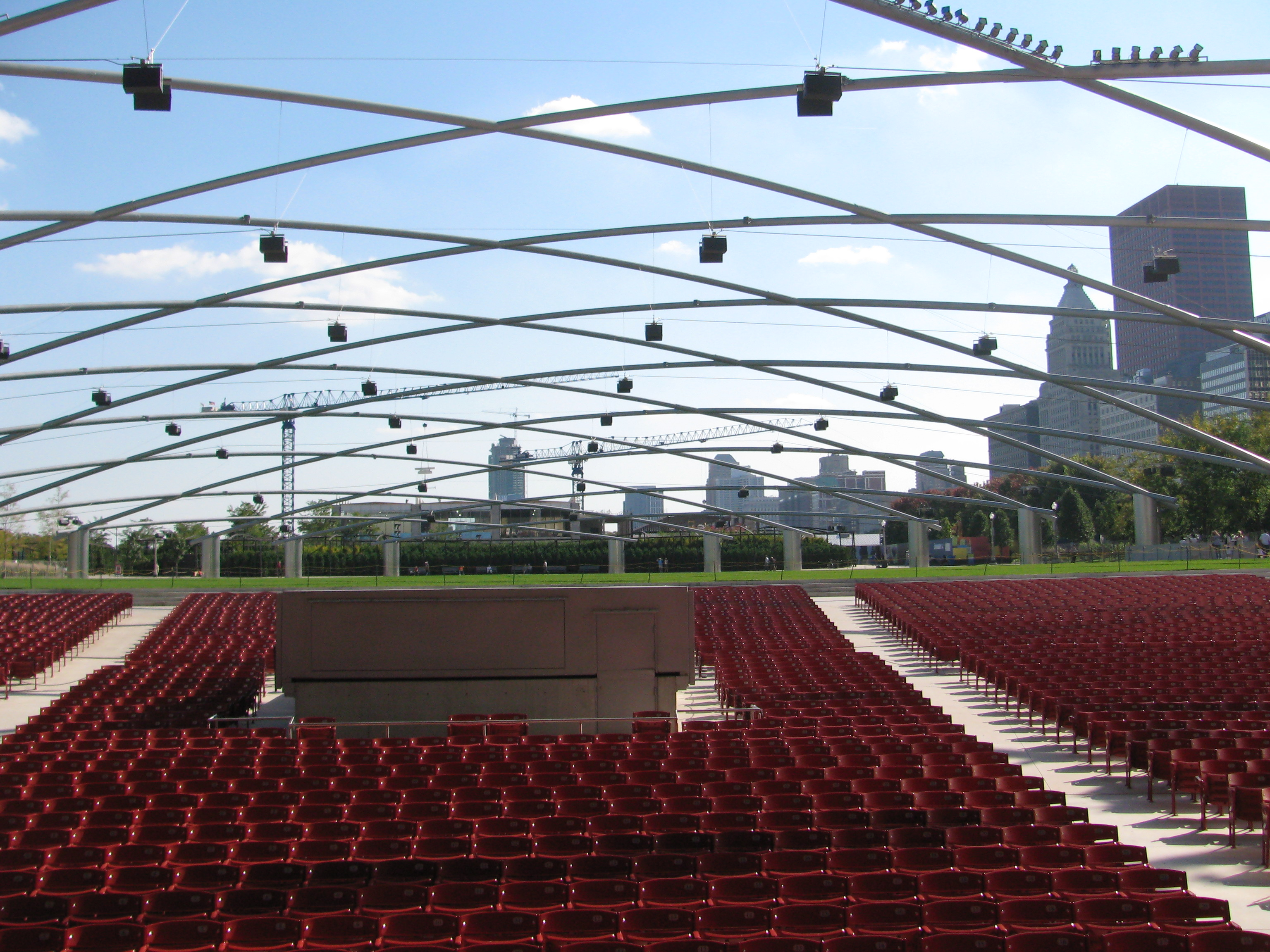
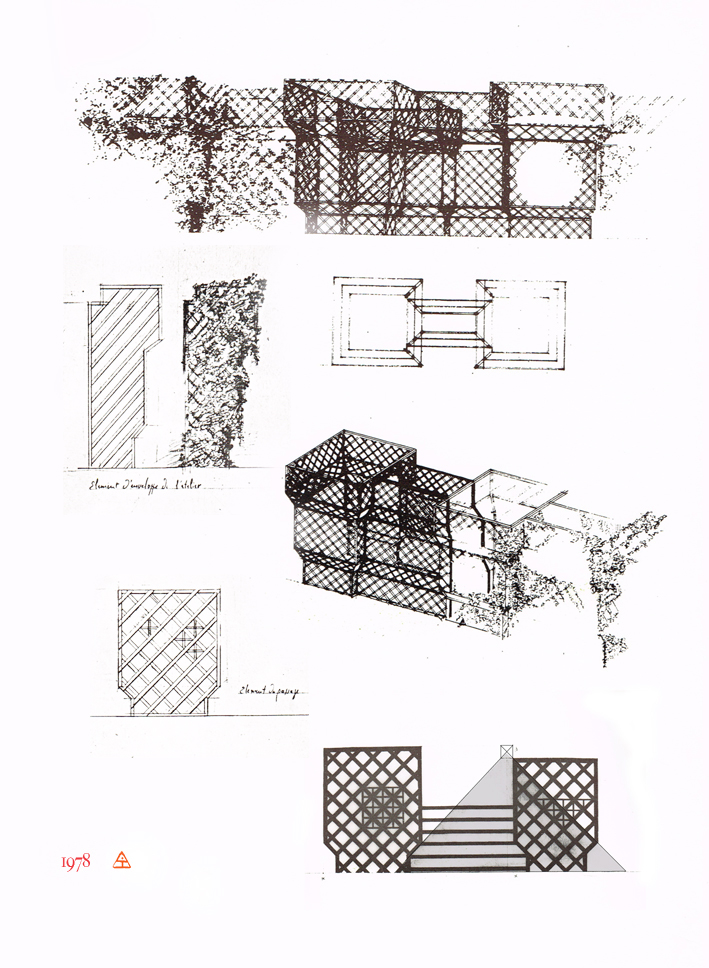
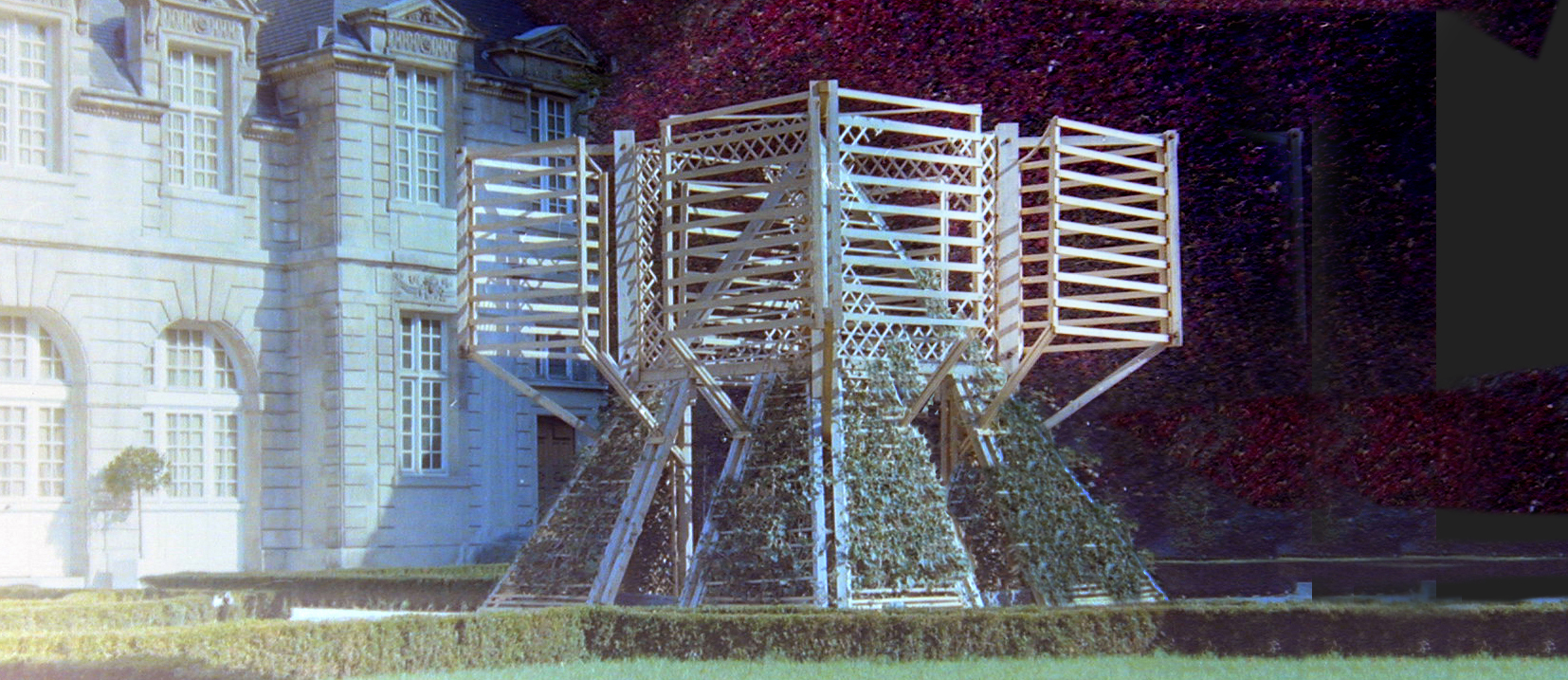
فندق دي سولي ، باريس ، 1977
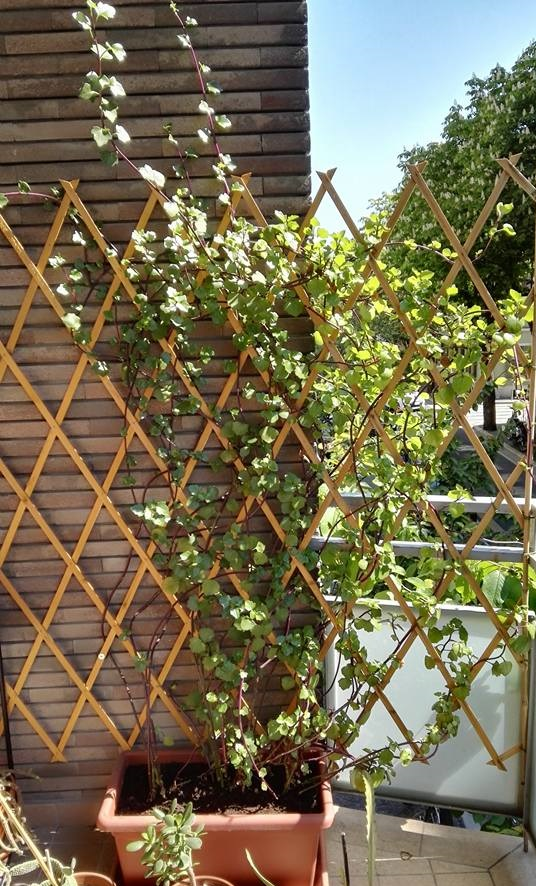
شيخة مضلعة تنمو على دقران خشبيي في إيطاليا